# Eswars
Eswars ist eine französische Gemeinde im Département Nord in der Region Hauts-de-France. Sie gehört zum Arrondissement Cambrai und zum Kanton Cambrai. 

## Geografie
Die Gemeinde Eswars liegt an der Schelde, fünf Kilometer nordöstlich von Cambrai. Sie grenzt im Norden und im Osten an Thun-l’Évêque, im Süden an Escaudœuvres, im Südwesten an Ramillies und im Nordwesten an Cuvillers. Durch das Gemeindegebiet von Eswars führt die Autoroute A2.

## Bevölkerungsentwicklung
| Jahr                       | 1962 | 1968 | 1975 | 1982 | 1990 | 1999 | 2008 | 2013 | 2020 |
| Einwohner                  | 320  | 304  | 287  | 314  | 321  | 348  | 359  | 347  | 349  |
| Quellen: Cassini und INSEE |      |      |      |      |      |      |      |      |      |